# Ally Carda
Ally Carda est une joueuse américaine de softball née le 15 janvier 1993 à Sacramento. Avec l'équipe des États-Unis, elle a remporté la médaille d'argent aux Jeux olympiques d'été de 2020 à Tokyo.
Elle est championne du monde de softball en 2016 et finaliste de la Coupe du monde de softball en 2017.